# 吉川經家
 吉川經家（きっかわ つねいえ，1547年（天文16年）—1581年（天正9年）），戰國時代武將。本姓藤原氏。石見吉川氏第11代當主。吉川經安嫡男。毛利氏家臣。石見國福光城城主。因幡國鳥取城城番(代理城主)。

## 生平
吉川經家乃是毛利氏家臣石見國豪族吉川經安之子，在天正2年時繼承父親的地位，成為石見吉川家的家督，從屬於吉川元春、吉川元長父子。
永祿3年（1560年）元服。翌年尼子氏寢反石見國人眾福屋隆兼，福屋率領5000人攻擊居城福光城，年幼的經家與父親共同抵禦。後致力於石見國的領土安定。
天正9年（1581年）羽柴秀吉開始經略因幡國，原從屬毛利方的鳥取城主山名豐國降服，並放逐家臣森下道譽、中村春續，森下於是向吉川元春請求援軍，元春派遣部將牛尾元貞前去協助。在毛利家派遣去因幡國擔任鳥取城城番的牛尾元貞於桐山城戰役陣亡後，吉川經家在天正9年(1581年)2月臨時受命率800人前往鳥取城，與原來鳥取城守軍1000人、農民志願軍2000人共同協防，負責在當地阻擋織田軍大將羽柴秀吉對因幡的進攻。而羽柴秀吉在跟黑田孝高商討後，決定準備用斷糧戰進攻鳥取城，派人偽裝若狹商販用高價購買了鳥取城乃至因幡一國的兵糧。吉川經家入城意外發現鳥取城兵糧短缺，趕緊跟吉川元春索討大量兵糧。
但是羽柴秀吉也在當年6月正式出兵因幡（鳥取城之戰），不僅包圍鳥取城，還逼迫當地百姓逃入城中消耗鳥取城的兵糧，並切斷鳥取城的對外交通，為此，吉川經家安排擅長游泳的士兵沿水路向毛利家求援，卻已來不及，吉川元春試圖送糧來鳥取城的後勤部隊遭到了羽柴秀吉的阻礙，未能順利送糧入城。
圍城期間，吉川經家曾數次想出城突圍，攻擊過龜井茲矩、黑田孝高的陣地，但均被擊退。而鳥取城週邊的大崎城、防已尾城、德吉城、雁金山城跟丸山城相繼被羽柴秀吉出兵攻陷，吉川元春親自率領的援軍也在伯耆遭到織田軍阻礙，無法進入因幡救援鳥取城。
鳥取城在織田軍長期包圍下，2個月後家畜及植物被皆吃光，3個月後城內出現許多餓死者，並開始有人肉相食情況。
9月，向秀吉方提出以自己切腹來換取秀吉放過城中兵民的性命。可是，秀吉起初嚴拒了經家的請求，堅持要城破人亡。一個月後，秀吉改變主意，讚揚經家臨危受命，為鳥取城死守百餘日，本已不易，堪稱武士之鑑。不過，秀吉向吉川經家提出一個新加條件，就是只要經家讓戰役的始作俑者，叛離主君山名豐國的森下道譽和中村春續切腹謝罪，便可免經家一死。
然而，經家以當日森下和中村兩人誠懇相待，不能臨危而無義，於是拒絕了秀吉的提議，並堅持要以自己性命來換活路，這次的談判再次無法達成共識。當情況陷入僵局，而城內的人人相食的情況持續，過了一些時日，或許是連秀吉本人也無法直視城內慘狀，於是他再次聯絡經家，終於認可經家自裁換城內兵民活路的請求。但是，秀吉仍然堅持要「甲級戰犯」森下和中村兩人必須一同自裁。10月，吉川經家無奈選擇開城投降織田軍，與森下道譽、中村春續、奈佐日本助切腹自盡換取城兵性命。
經家於10月25日從容就義，他的一些家臣也跟隨主君而殉死；至於森下道譽和中村春續兩人則在前一天，即10月24日先行自裁。
而吉川經家在石見的領地，於天正11年（1583年）時獲吉川元長承認，由長子吉川經實繼承。

## 遺書

### 給孩子們
```
鳥取一役，晝夜苦守二百日。

爾今兵糧已盡，但以我一人之命，

可換眾人平安，弘揚一門名聲。

如此美事，當令眾孩兒得聞。

                       誠惶誠恐
天正九年十月二十五日  經家判
阿茶子 龜壽 龜五 德五       敬啟
```

## 子孫
吉川經家的三男吉川家好，之後成為鳥取藩藩主池田家的家臣，家好的後代子孫為落語家五代目三遊亭圓樂(本名：吉河寬海)。
明治時期，圓樂的祖父‧寬雅，將姓氏從「吉川」改為「吉河」。
經家的肖像畫，目前暫時還沒有發現。因此，1993年在鳥取市立銅像時，以後代的臉孔為參考，五代目三遊亭圓樂也是參考人物之一。